# Replicação semiconservativa
Replicação semiconservativa descreve o mecanismo de replicação de DNA em todas as células conhecidas.  A replicação do DNA ocorre em múltiplas origens de replicação ao longo das fitas molde de DNA.  À medida que a dupla hélice do DNA é desenrolada pela helicase, a replicação ocorre separadamente em cada fita molde em direções antiparalelas.  Esse processo é conhecido como replicação semiconservativa porque, sendo produzidas duas cópias da molécula de DNA original, cada cópia conserva (replica) a informação de metade da molécula de DNA original. Cada cópia contém uma fita original e uma fita recém-sintetizada. (Ambas as cópias devem ser idênticas, mas isso não é totalmente garantido.)  A estrutura do DNA (como decifrada por James D. Watson e Francis Crick em 1953) sugeriu que cada fita da dupla hélice serviria como molde para a síntese de uma nova fita. Não se sabia como as fitas recém-sintetizadas se combinavam com as fitas molde para formar duas moléculas de DNA helicoidal dupla.